# Bela Aliança
Bela Aliança é um bairro nobre paulistano pertencente ao distrito da Lapa, implantado no início da década de 1920 pela Cia. City juntamente com o Alto da Lapa, os dois bairros são conhecidos como City Lapa. Está situado à sudoeste do centro da Lapa. 
O bairro teve origem da propriedade de Jacinta Silva Teles e  Reginaldo Antônio da Cunha, a região era chamada de Campos de Belém. No século XIX os moradores da gleba pediram à Prefeitura a medição e demarcação de suas propriedades.
Na primeira metade do século XX, a City of São Paulo Improvements and Freehold Company Limited compra terrenos e inicia a construção de "bairros-jardins" na cidade de São Paulo. Em  1921 houve a criação dos bairros de Alto da Lapa e Bela Aliança, os mesmos apresentam traçado sinuoso de ruas e intensa arborização. Os lotes tinham dimensões não inferiores a 10 metros de frente e 24 metros de fundos. Bela Aliança em si possui declives suaves para a baixada do Rio Pinheiros, sendo um prolongamento natural do Alto da Lapa. 
Devido à preservação de suas características, o bairro foi tombado pelos institutos [Conpresp] no ano de 2009. A população do bairro é representada pela Associação de Amigos e Moradores do Alto da Lapa e Bela Aliança, instituição que visa o bem-estar da região, como na manutenção das características originais do bairro.